# Roger Khan
Shaheed 'Roger' Khan (Guyana, 13 januari 1972) is een Guyanese crimineel die actief was in de wapenhandel, de drugshandel, het witwassen van geld en het leiden van een doodseskader (de zogenaamde Phantom Squad, waarvan beweerd wordt dat het voor ongeveer tweehonderd moorden in Guyana verantwoordelijk is). Volgens, door Wikileaks gepubliceerde, Amerikaanse documenten uit 2006 kan de macht van Khan in Guyana vergeleken worden met de toenmalige macht van wijlen Pablo Escobar in Colombia.

## Vlucht naar Guyana
Op of omstreeks 29 november 1993 werd Khan, als 22-jarige student van de Norwich University, in Burlington, Vermont (VS) gearresteerd voor het handelen in vuurwapens en drugs, terwijl hij al een veroordeelde crimineel was (hij had voorwaardelijke invrijheidstelling gekregen voor twee drugsdelicten gepleegd in 1992 in zijn verblijfplaats Montgomery County). Hij zou berecht worden hiervoor, maar toen hij door middel van het betalen van US$ 1000 op borgtocht vrijkwam, vluchtte hij naar Guyana. Dit is de reden waarom in januari 2007 rechter Dora Irizarry weigerde om Khan op borgtocht vrij te laten toen hij terechtstond voor achttien aanklagen tegen hem, waaronder het distribueren en importeren van grote hoeveelheden cocaïne naar de Verenigde Staten (zie ook drugs in Suriname).
Sinds zijn vlucht naar Guyana is hij nooit vrijwillig teruggekeerd naar de VS en rond 30 maart 1994 gaf het Amerikaanse rechtbank van het district Vermont een bevel tot aanhouding van Khan.

## Arrestatie en veroordeling
Nadat Khan en acht anderen door de Guyanese justitie werden gearresteerd - en weer werden vrijgelaten - , omdat ze naar verluidt 33 AK-47-geweren zouden hebben gestolen van een politie-arsenaal in Guyana, vluchtte hij naar Suriname. Op 15 juni 2006 werd Khan met drie van zijn lijfwachten in Paramaribo gearresteerd tijdens een geheime anti-drugsoperatie van de Surinaamse politie. Bij zijn arrestatie werden ongeveer 200 kilo cocaïne en een aantal vuurwapens aangetroffen en in beslag genomen.
Toenmalig minister van Justitie Chan Santokhi besloot dat Khan, in plaats van aan Guyana, uitgeleverd moest worden aan Trinidad. Dit besluit stuitte op veel verzet in zowel Suriname als Guyana, omdat de wet in Suriname zegt dat een crimineel bij eventuele uitzetting moet worden uitgezet naar het land van herkomst. Een van de Guyanese advocaten van Khan, Gerold Sewcharan, zei zelfs dat zijn cliënt 'ontvoerd was door een complot van Suriname en de Verenigde Staten'. Khan werd ook bijgestaan door Irwin Kanhai, die tevens de advocaat van Desi Bouterse is.
Toen Khan op de luchthaven van Trinidad arriveerde werd hij door immigratieambtenaren overhandigd aan de Amerikaanse autoriteiten. In minder dan 24 uur nadat hij Suriname werd uitgezet werd hij in de Brooklyn Federal Court in New York aangeklaagd voor "pogingen om cocaïne te importeren in de Verenigde Staten". Omdat Guyana geen Amerikaanse uitleveringsverzoeken honoreert, werd Khan bij zijn vele arrestaties in Guyana nooit overhandigd aan de Amerikaanse justitie.
In oktober 2009 werd Khan veroordeeld tot 40 jaar celstraf, omdat hij schuldig werd bevonden aan het binnensmokkelen van grote hoeveelheden cocaïne in de Verenigde Staten, het afpersen van de kroongetuige in zijn zaak en illegaal vuurwapenbezit. De straf werd later verlaagd naar 15 jaar. Hiervan zat hij 9 jaar vast. In september 2019 keerde hij terug naar Guyana.

## Doodseskader
Naar verluidt vermoordde de beruchte Phantom Squad van Khan criminelen in opdracht van de Guyanese regering tijdens de 2002-2006 geweldsgolf. In 2006 zei Khan in de media, nadat de Guyanese politie een arrestatiebevel tegen hem had uitgevaardigd, dat hij namens de regering van Guyana 'misdaad bestreed'.
Volgens de Amerikaanse documenten gepubliceerd door Wikileaks bestond de meer dan twintig man tellende lijfwacht van Khan uit voormalige speciale politie-eenheden. In de documenten wordt er ook vermeld dat Khan zijn lijfwachten ongeveer 1600 Amerikaanse dollars per maand betaalde (dit zou ten minste acht keer zoveel zijn als het salaris dat de lijfwachten kregen toen zij nog in dienst waren van de politie).

## Banden met FARC
In de documenten wordt er ook gesproken over de banden van Khan met de FARC. Zo zou Khan wapens, die hij vanuit Suriname, Frans-Guyana en waarschijnlijk ook Brazilië Guyana binnensmokkelde, geruild hebben met de FARC voor cocaïne. Volgens de documenten zijn er sterke aanwijzingen dat Khan diep betrokken zou zijn bij een grote verzending van wapens aan de FARC in december 2005.

## Samenwerking met Desi Bouterse
De in 2011 gepubliceerde Amerikaanse documenten uit 2006 vermelden ook de samenwerking van Khan en Desi Bouterse (die op dit moment de president van Suriname is). Zo zou Rashied Doekhi, parlementariër namens de partij van Bouterse, Bouterse op zijn privéterrein in Nieuw-Nickerie hebben geïntroduceerd aan Khan. Volgens de documenten zou Bouterse uit financiële behoeftes in zee zijn gegaan met Khan. Behalve de vermeende samenwerking van Bouterse en Khan in de drugshandel, zouden Bouterse en Doekhi, volgens de stukken, Khan ook gevraagd hebben om huurmoordenaars te leveren om toenmalig minister van Justitie Chan Santokhi en procureur-generaal Subhaas Punwasi te liquideren. Kort na de publicaties van de cables zei president Bouterse dat hij "niet zal reageren op 'geruchten' van Wikileaks".